# 퍼지 (영화)
《퍼지》(핀란드어: Puhdistus, 영어: Purge)는 2012년 공개된 핀란드의 드라마 영화이다.

## 출연

### 주연
- 로라 비른
- 아만다 필케

### 조연
- 페테르 프란센
- 토미 코펠라
- 크리스타 코소넨
- 타비 엘마
- 리이시 탄데펠트
- 크리스티안 사르브
- 자르모 마키넨
- 토미 살멜라
- 레이노 노딘
- 애나 리만
- 페테리 페닐라
- 마리아 아브듀쉬코

## 기타
- 프로듀서: 죽카 헬레
- 프로듀서: 마르쿠스 셀린
- 공동제작: 마리아 아브듀쉬코
- 특수분장: 로빈 마이리아 헤처
- 의상: 애너 빌프푸넨
- 의상: 애너 빌프푸넨
- 배역: 투차 파나넨
- 배역: 피아 페소넨